# Elia.eus
Elia.eus es un traductor automático multilingüe que se puede utilizar a través de la web y está especializado en el idioma vasco. La versión que la Fundación Elhuyar publicó en 2019 utiliza traducción automática neuronal. Aquella primera versión de 2019, denominada itzultzailea.eus, obtuvo un gran éxito en el año 2020: 1.776.767 visitas y 12.180.660 solicitudes de traducción.

## Idiomas disponibles
elia.eus traduce entre los siguientes idiomas: español, euskera, francés, gallego, catalán e inglés.

## Traducción automática neuronal
El desarrollo en este campo ha sido extremadamente rápido. La primera publicación científica que utilizó la técnica del aprendizaje profundo (deep learning) en la traducción automática apareció en 2014, siendo sus autores Bahdanau, Cho y Bengio. En 2015 aparece por primera vez un sistema neuronal en un campeonato de traducción automática (OpenMT’15). Y al año siguiente el 90% de los campeones en esta competición fueron sistemas neuronales. El avance de 2015 fue la utilización de sistemas basados en la atención ("attenttion based NMT"). En 2017 se obtuvieron mejoras adicionales en redes neuronales como consecuencia del uso de la arquitectura Transformer. Un año después había un sistema de acceso público que utilizaba con éxito el euskera, y otro año más tarde, en 2019, los sistemas existentes para el euskera eran cinco.

## Traductores neuronales al euskera
Con la aportación del paradigma neuronal, desde 2017 se observó una mejora sustancial en los traductores automáticos para los 10 idiomas principales a nivel mundial. Posteriormente, y de forma ágil, la comunidad de investigación del País Vasco fue capaz de conseguir traductores neuronales para el euskera con calidad similar a la de esas lenguas. En concreto, fue en 2015 cuando se comenzó a estudiar la traducción neuronal al euskera en el proyecto TADEEP. Por entonces el traductor Deepl solo ofrecía resultados de calidad en 10 idiomas diferentes al euskera. Dos años después, con unos primeros excelentes resultados, en 2017 la primera demo para euskera estaba disponible públicamente. En el mismo año 2017 se puso en marcha el proyecto denominado MODELA, donde participaron  agentes locales del País Vasco como Ixa Taldea, Elhuyar, Vicomtech, Ametzagaña, Mondragon Lingua... Un año más tarde, en 2018 se publicó el traductor MODELA, el primer servicio de traducción neuronal en euskera para el público general en Internet.
En esta área tan dinámica más tarde se publicaron al menos otros tres traductores neuronales más, derivados del sistema MODELA. La diferencia principal entre ellas es el corpus utilizado por cada traductor (corpus = millones de frases en dos idiomas), así como el número máximo de palabras que admiten en el servicio de traducción (en el que se deben utilizar computadoras potentes y caras). Los traductores neuronales al euskera que se ofrecían a principios de 2020 eran:
- Itzuli+, Traductor neuronal del Gobierno Vasco: utilizando la tecnología de la traducción neuronal, se utilizaron como corpus las memorias de traducción del Gobierno Vasco, más de 10 millones de "frases" recopiladas en 20 años ...[5]

- batua.eus: Vicomtech introdujo mejoras en el sistema MODELA (paso de tecnología RNN a tecnología Transformer) y aumentó el corpus.[6][7]
- elia.eus (al principio Itzultzailea.eus): Elhuyar también realizó mejoras similares. Y añadió nuevos idiomas para traducir: inglés, francés, español, gallego y catalán)[8]
- Translate Google: También el servicio Translate de Google logró mejoras utilizando el modelo neuronal.[9]